# Клычков, Сергей Антонович
Серге́й Анто́нович Клычко́в (деревенское прозвище семьи, использовавшееся иногда как псевдоним, — Лешенков; 24 июня [6 июля] 1889, Дубровки, Тверская губерния — 8 октября 1937, Москва) — русский и советский поэт, прозаик и переводчик, литературный критик. Его популярные произведения — «Весна в лесу», «Сахарный немец», «Князь мира». Расстрелян в 1937 году по постановлению Военной коллегии Верховного Суда СССР. Посмертно реабилитирован в 1956 году.

## Биография
Родился 24 июня [6 июля] 1889 (по другим источникам — 1 [13] июля 1889) в деревне Дубровки Тверской губернии (ныне — Талдомский район Московской области) в семье сапожника-старообрядца Антона Никитича Клычкова. В 1899 году по совету сельского учителя отец привёз его в Москву, где он начал учиться в училище И. И. Фидлера (в Лобковском переулке). Будучи учеником, участвовал в революции 1905 года, входил в состав боевой дружины Сергея Конёнкова. В 1906 году написал ряд стихов на революционные темы, напечатанные в альманахе «На распутье». Ранние стихи Клычкова были одобрены С. М. Городецким.
В 1908 году с помощью Модеста Ильича Чайковского выехал в Италию, где познакомился с Максимом Горьким и А. В. Луначарским. После возвращения из Италии поступил на историко-филологический факультет Московского университета, но не окончил его (исключён в 1913 году). Учился в Народном университете Шанявского. В 1911 году при материальном содействии М. Чайковского в издательстве «Альциона» вышел в свет его первый поэтический сборник — «Песни». В 1914 году появился второй сборник «Потаённый сад» — в том же издательстве.
Во время Первой мировой войны отправился на фронт; войну начал в Гельсингфорсе, затем был переведён на Западный фронт и позже, в звании прапорщика — в Балаклаву, куда отправилась за ним давно знакомая и любимая (вскоре ставшая женой), бывшая гимназистка Евгения Александровна Лобова. Военные впечатления Клычков позже воспроизведёт в романе «Сахарный немец».
После Октябрьской революции 1917 года Сергей Клычков переезжает из Петрограда в Москву. Здесь он живёт в здании Пролеткульта в одной комнате с Сергеем Есениным. В начале 1918 года в Сергей Клычков и Е. А. Лобова обвенчались в церкви на Покровке, шафером был С. Т. Конёнков. В этом же году он примет участие в создании кантаты, посвящённой «павшим в борьбе за мир и братство народов» (1918).
В сентябре 1918 года в особняке на Воздвиженке при участии Клычкова, Есенина, Орешина, Андрея Белого, Повицкого было организовано издательство «Московская трудовая артель художников слова», на Большой Никитской открылся магазин этого издательства. В этом издательстве вышли несколько сборников Клычкова.
В 1919—1921 годах жил в Крыму (Алупка, с 1920 года – Ялта), где едва не был расстрелян (махновцами, затем белогвардейцами). В 1921 году переехал в Москву, где сотрудничал в основном в журнале «Красная новь».
Стихи ранних поэтических сборников Сергея Клычкова («Песни: Печаль-Радость. Лада. Бова», 1911; «Потаённый сад», 1913) во многом созвучны со стихами поэтов «новокрестьянского» направления — Есенина, Клюева, Ганина, Орешина и др. Некоторые из стихов Клычкова были размещены в «Антологии» издательства «Мусагет». Ранние темы были углублены и развиты в последующих сборниках «Дубрава» (1918), «Домашние песни» (1923), «Гость чудесный» (1923), «В гостях у журавлей» (1930), в стихах которых отразились впечатления Первой мировой войны, разрушение деревни; одним из основных образов становится образ одинокого, бездомного странника. В поэзии Сергея Клычкова появились ноты отчаяния, безысходности, вызванные гибелью под натиском «машинной» цивилизации «сошедшей с пути Природы старой Руси».
В 1924 году подписал коллективное письмо писателей в ЦК РКПб, в котором говорилось о засилье в литературной жизни страны «групповщины и духа проработничества».
Сергеем Клычковым были написаны три романа — сатирический «Сахарный немец» (1925; в 1932 году вышел под названием «Последний Лель»), сказочно-мифологический «Чертухинский балакирь» (1926), «Князь мира» (1928). Они были задуманы как части девятикнижия «Живот и смерть»; были объявлены названия следующих частей: «Китежский павлин», «Серый барин», «Буркан — мужичий сын», «Спас на крови», «Призрачная Русь», «Лось с золотыми рогами» — но ни один из них не появился в печати.

Лирика Клычкова связана с народным творчеством, он ищет утешения в природе. Поначалу его стихи были повествовательны, позднее они отличались определёнными раздумьями пантеистического, пессимистического характера, но всегда были далеки от всякой революционности. В прозе Клычкова проступает его исконная связь с традиционным миром крестьянства и крестьянской демонологии, равно как и влияние Н. Гоголя, Н. Лескова и А. Ремизова. <…> Романы Клычкова не богаты действием, они составлены из отдельных сцен, ассоциативных, наполненных образами из мира реальности и мира сна и духов; рассказ ведётся от лица крестьянина — любителя поговорить на разные темы, ритм этой прозы часто очень хорош. Город, машины, железо и фабричные трубы как символы пролетарской революции, превращаются для Клычкова с его привязанностью к метафизическому миру деревни и леса в орудия сатаны.
— Вольфганг Казак
Выступал Клычков и с критическими статьями («Лысая гора», 1923; «Утверждение простоты», 1929), переводами (в 1930-х; переводил эпосы народов СССР, народные песни и сказания; переводил произведения многих грузинских поэтов — Георгия Леонидзе, Важа-Пшавела и других, перевёл знаменитую поэму Шота Руставели «Витязь в тигровой шкуре»). Во второй половине 1920-х – первой половине 1930-х годов по отношению к Сергею Клычкову и другим «новокрестьянским поэтам» начинается активная публичная травля («Злые заметки» Бухарина, «Об ориентации на массы и опасности царства крестьянской ограниченности» Авербаха, статьи в «Земле Советской»).
Должно быть, я калека,

Наверно, я урод:

Меня за человека

Не признаёт народ!

/.../

Я с даром ясной речи

И чту я наш язык,

А не блеюн овечий

И не коровий мык!

Скажу я без досады,

Что, доживя свой век

Средь человечья стада,

Умру, как человек!
— «Должно быть я калека...», 1929 (отрывок)
Зимой 1930-1931 гг. он написал стихотворение «Не мечтай о светлом чуде...»:
Не мечтай о светлом чуде:

Воскресения не будет!

Ночь пришла, погаснул свет...

Мир исчезнул... мира нет...

Только в поле из-за леса

За белесой серой мглой

То ли люди, то ли бесы

На земле и над землёй...

Разве ты не слышишь воя:

Слава Богу, что нас двое!

В этот темный, страшный час,

Слава Богу: двое нас!

Слава Богу, слава Богу,

Двое, двое нас с тобой:

Я – с дубиной у порога,

Ты – с лампадой голубой!

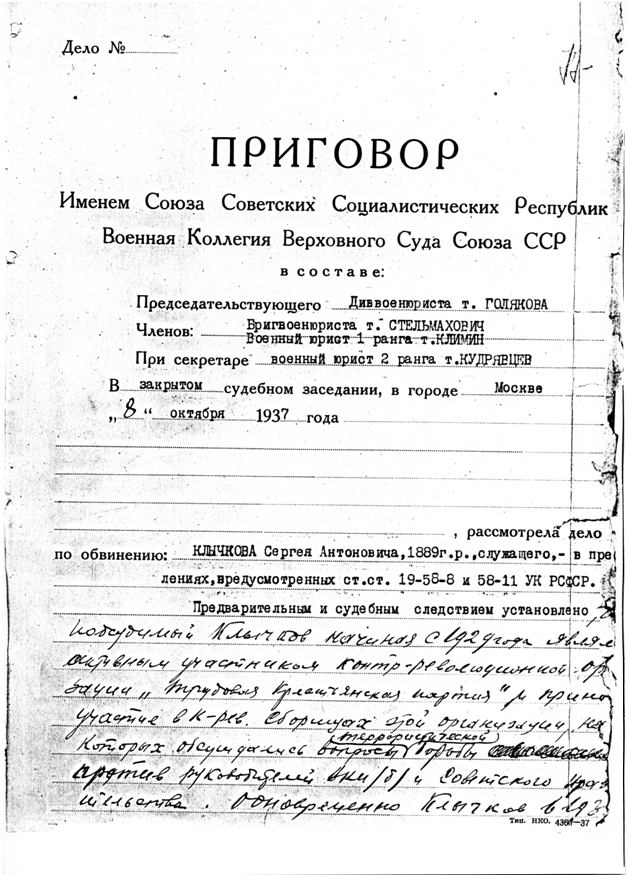
Сфабрикованный приговор Военной Коллегии Верховного Суда СССР в отношении Сергея Клычкова, 8 октября 1937 года

Поэт дружил с Осипом Мандельштамом (сосед по «Дому Герцена»), был близко знаком с С. А. Есениным, С. Т. Конёнковым, П. Н. Васильевым. 26 апреля 1932 года Сергей Клычков выступил на заседании правления ВССП, где настаивал на предоставлении писателям творческой самостоятельности. 

### Арест и расстрел
В ночь с 31 июля на 1 августа 1937 года Сергей Клычков был арестован у себя на даче по ложному обвинению. Его жена В. Н. Горбачева вспоминала: «Он зажег свечу, прочитал ордер на арест и обыск... и так и остался сидеть в белом ночном белье, босой, опустив голову в раздумье. Очень он мне запомнился в этой склоненной позе, смуглый, очень худой, высокий, с темными волосами, остриженными в кружок. В неровном, слабом свете оплывающей свечи было в нем самом что-то такое пронзительно-горькое, неизбывно-русское, непоправимое...». Обыск длился с двенадцати часов ночи до девяти утра.
8 октября 1937 года приговорён к смертной казни на закрытом заседании ВКВС СССР (началось в 21 час 30 минут, закончилось в 21 час 55 минут, свидетели по делу не вызывались). Ему было предъявлено сфабрикованное обвинение в участии в вымышленной «контрреволюционной» организации «Трудовая крестьянская партия». Сергей Клычков виновным себя не признал. В тот же вечер он был расстрелян. Прах был зарыт в общей безымянной могиле на Новом Донском кладбище. Конфискованный архив поэта уничтожен по акту 2 сентября 1939 года. В 1956 году Сергей Клычков был посмертно реабилитирован «за отсутствием состава преступления». В справке о реабилитации указана ложная дата смерти — 21 января 1940 года, перешедшая в некоторые издания.

## Семья
Первая жена (1918—1930) — Евгения Александровна Лобова (1888—1978). Вторая жена (1930—1937) — Варвара Николаевна Горбачева.
Дочь — Евгения (13 февраля 1923—2001).
Сын Егор (Георгий) Сергеевич Клычков (1932—1987) — лингвист-индоевропеист, доктор филологических наук (1967), работал заведующим отделом ИНИОН, преподавал в МОПИ. Его крёстным отцом был Николай Клюев. Ему же посвятил своё стихотворение Павел Васильев («Егорушке Клычкову», 1932).

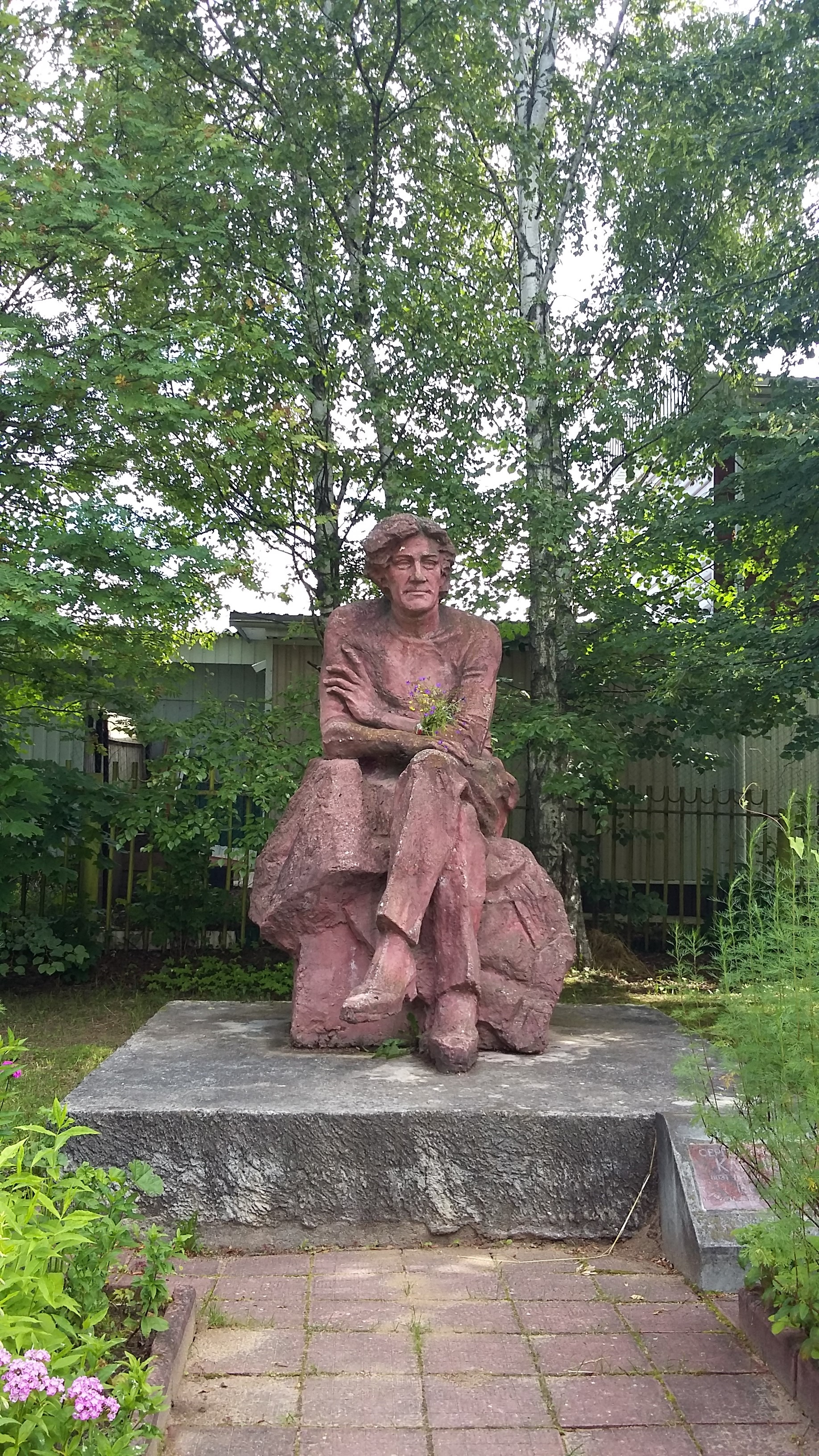
Памятник поэту Сергею Клычкову в городе Талдом

## Адреса
- Село Дубровки Талдомского района Московской области – малая родина поэта
- Москва, Тверской бульвар, 25 («Дом Герцена») – место жительства в 1930-е годы[12]

## Память

Кенотаф на Новом Донском кладбище

На родине поэта, в селе Дубровки Талдомского района Московской области, был создан мемориальный музей Клычкова.
На Новом Донском кладбище в октябре 2017 г. установлен кенотаф Клычкова (участок 3).
Советская и российская рок-группа «Чёрный Кофе» исполняет пользующуюся большой популярностью песню на стихи С. Клычкова «Пылает за окном звезда». По словам лидера группы Д. Варшавского (интервью М. Марголису в программе «Воздух» «Нашего радио»), на соответствующей пластинке в качестве автора был указан О. Э. Мандельштам, а стихи ему показал кто-то из друзей, увлечённых бардовской песней.

## Сочинения
- Весна в лесу.
- Песни. — М.: Альциона, 1911
- Потаённый сад: Стихотворения. — М., Альциона, 1913 — 90 с. (2-е изд. — М., 1918)
- Дубравна: Стихи. — 1918
- Кольцо Лады: Стихи. — М., 1918. — 60 с.
- Гость чудесный: избранные стихотворения. — Москва; Петроград: Государственное издательство, 1923
- Домашние песни: пятая книжка стихов. — Москва; Петербург: Круг, 1923
- Сахарный немец. — М., 1925
- Чертухинский балакирь. — М., 1926
- Последний Лель. — 1927
- Талисман. Стихи. — Л., 1927
- Князь мира. — 1928
- В гостях у журавлей. Стихи. — М.: «Федерация», 1930
- Сараспан: стихи. Обработки фольклора и переводы. — М.: Художественная литература, 1936

В 2000 году вышло «Собрание сочинений» С. А. Клычкова в двух томах (составление, подготовка текста, комментарии М. Никё, Н. М. Солнцевой, С. И. Субботина. — М.: Эллис Лак). Литературный институт им. А. М. Горького в 2011 году выпустил сборник: «Исследования и материалы по итогам международной научной конференции, посвященной 120-летию со дня рождения С. А. Клычкова».